# Unlimited Adventures
Unlimited Adventures (englisch für „unbegrenzte Abenteuer“), auch Forgotten Realms: Unlimited Adventures, kurz FRUA, ist ein proprietäres Entwicklungssystem zum Erstellen von Computer-Rollenspielen. Es wurde 1993 von MicroMagic entwickelt und von Strategic Simulations (SSI) für DOS und Mac OS veröffentlicht und ist ein Ableger der erfolgreichen Gold-Box-Serie.
Es existieren zahlreiche Fanseiten, die weitere Levels, Grafiken und Hacks zur Verfügung stellen. Über 700 Spiele wurden damit erstellt und veröffentlicht. Außerdem gibt es weitere Fanprojekte, die auf FRUA basieren.

## Spielbeschreibung
Das Spielprinzip entspricht größtenteils dem der GoldBox-Serie und spielt in der Forgotten-Realms-Welt von Dungeons & Dragons (2nd Edition). Die Farbpalette wurde von 16 auf 256 Farben erhöht. Der Spieler steuert sich und maximal fünf weitere Team-Mitglieder durch verschiedene ober- und unterirdische Gebiete und muss verschiedene Aufgaben lösen sowie Monster bekämpfen. In der Regel wird in einem kleinen Fenster, auf der linken Bildschirmseite, eine 3D-Ansicht angezeigt, die schrittweise beim Laufen aktualisiert wird. Trifft die Gruppe auf Personen oder Monster, wird dort stattdessen ein Porträt angezeigt. Auf der rechten Seite werden Daten der Charaktere ausgegeben; unten gibt es ein breites Textfenster, da viele Angaben schriftlich mitgeteilt werden.
Kämpfe werden in einer isometrischen Perspektive dargestellt und sind rundenbasiert, also abwechselnd und nicht in Echtzeit. Die eigenen und gegnerischen Figuren werden als kleine Sprites angezeigt. Bei Überlandreisen wird meist auf eine große Gebietskarte umgeschaltet, die ebenfalls begehbar ist. Die Position der Gruppe wird durch einen Punkt gekennzeichnet. Gesteuert wird mit den Richtungstasten der Tastatur oder mit der Maus.
Mitgeliefert wird ein fertiges Spiel The Heirs to Skull Crag.

## Spiele-Entwicklung
Jedes Spiel kann aus bis zu vier Überlandkarten und 36 Verliesen (Dungeons) bestehen. In einer Datenbank sind neben verschiedenen Grafiksets von Wänden, Türen, Treppen, Teleportern und ähnlichem, auch Bilder und Daten von 16 Nicht-Spieler-Charakteren und über 112 Monstern enthalten. Manche Elemente wurden von früheren SSI-Spielen, wie Eye of the Beholder übernommen. Zusätzlich können teilweise eigene Grafiken und Sprites im PCX und LBM-Format importiert werden. Einige Grunddaten, wie Hintergrundterrains, Wände oder Decken lassen sich ohne Hacks nicht verändern. In einem Monster-Editor gibt es Einstellmöglichkeiten für Namen, Eigenschaften, Werte und mitgeführte Gegenstände der Kreaturen.
Die Spielewelt kann man sowohl auf einer Karte in der Draufsicht, als auch im 3D-Fenster erstellen. Anschließend legt der Programmierer verschiedene Ereignisse fest und gibt Textmitteilungen ein.
Fertige Spieledesigns lassen sich ausdrucken und als Datei weitergeben; ein optionaler Passwortschutz verhindert Einsicht und Veränderungen. Zum Spielen wird jedoch eine Ausgabe der Originalsoftware benötigt. Als Systemvoraussetzung muss eine VGA-Grafikkarte und Festplatte mit 5 MB freiem Speicher vorhanden sein.